# Gleba (mycologie)
Pour les articles homonymes, voir Gleba (homonymie).
La gleba, gléba ou glèbe [français canadien] est la partie fertile interne, enfermant les basides produisant les spores chez les champignons Gastéromycètes, et dont les tissus sont dissous à maturité, laissant la place à un amas de spores pulvérulent ou gélatineux. Cette masse est entourée par le péridium (deux ou trois couches) qui doit se rompre pour libérer les spores ou utiliser l'aide d'insectes. Le tissu stérile basal chez les Gastéromycètes est parfois nommé subgleba.

## Péridium

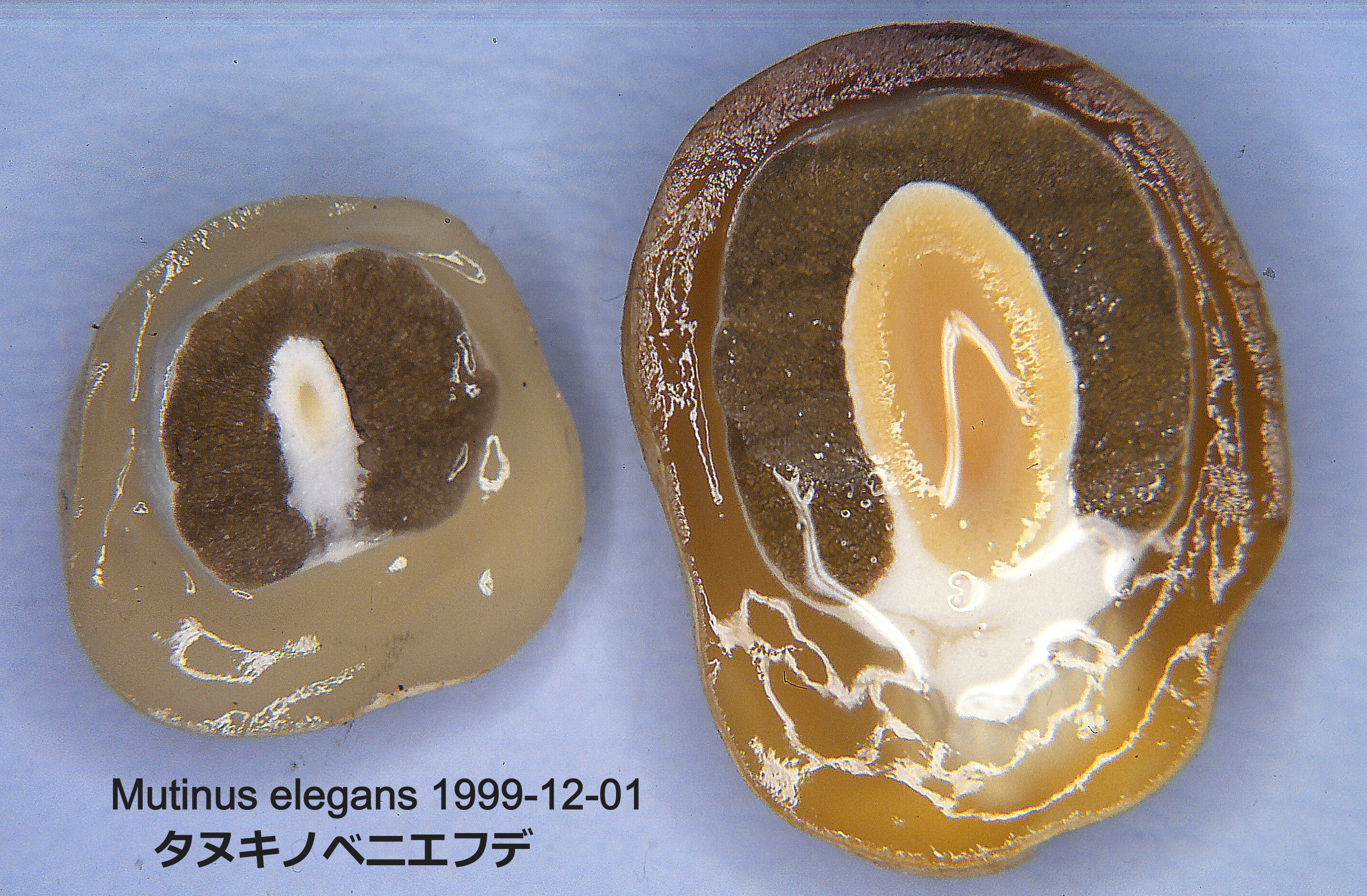
Section de deux œufs de Satyre élégant montrant les 3 enveloppes (exo-, meso- et endo-péridium) enfermant la gleba qui entoure le futur pied au centre. Osaka, Japon

Du grec ancien πηρίδιον, pêridion (« petit sac »), diminutif de πήρα qui donne le latin pera (« besace »). En mycologie, le péridium désigne l'enveloppe de certains champignons. Le terme s'est longtemps appliqué au sens large, tantôt à ce que l'on appelle aujourd'hui le chapeau, tantôt au champignon tout entier, donc synonyme de carpophore, ou mieux, sporophore. De nos jours, l'emploi de péridium semble se restreindre aux Gastéromycètes, et il vaut mieux ne pas l'utiliser en dehors de ce groupe, pour désigner l'enveloppe générale de la gleba. Membrane interne (endopéridium) ou externe (exopéridium) enveloppant ou enfermant les spores de certains champignons, notamment dans l’ancien ensemble des Gastéromycètes. Les genres se différencient par la façon dont le péridium se déchire. 
Autre exemple d'usage chez les Ascomycètes : Le péridium constitue une structure résistante qui protège la fructification de la truffe au long de son développement souterrain à partir du stade apothécioïde .

## Notes

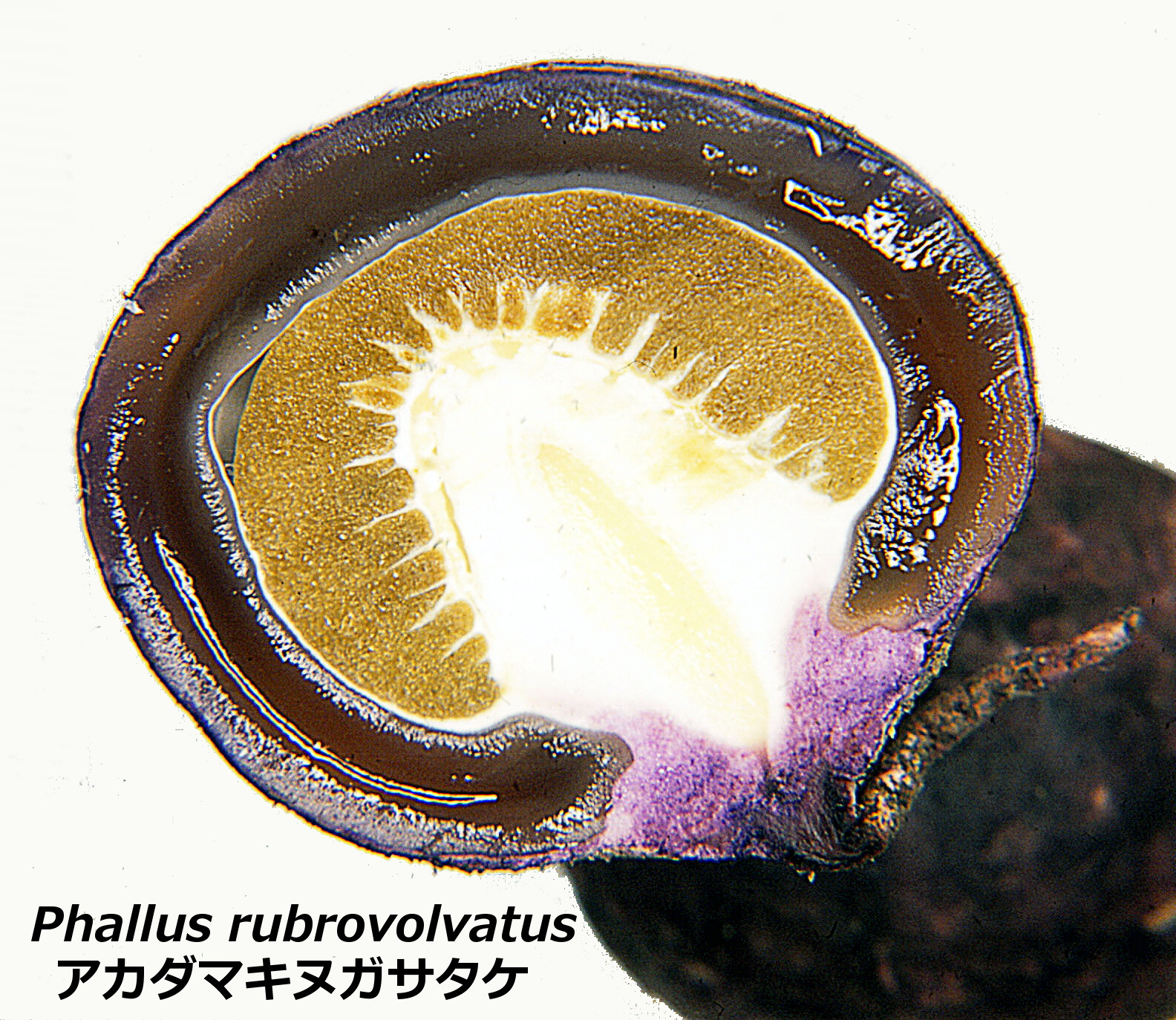
Phallus voilé à bulbe rouge, Osaka, Japon

## Galerie

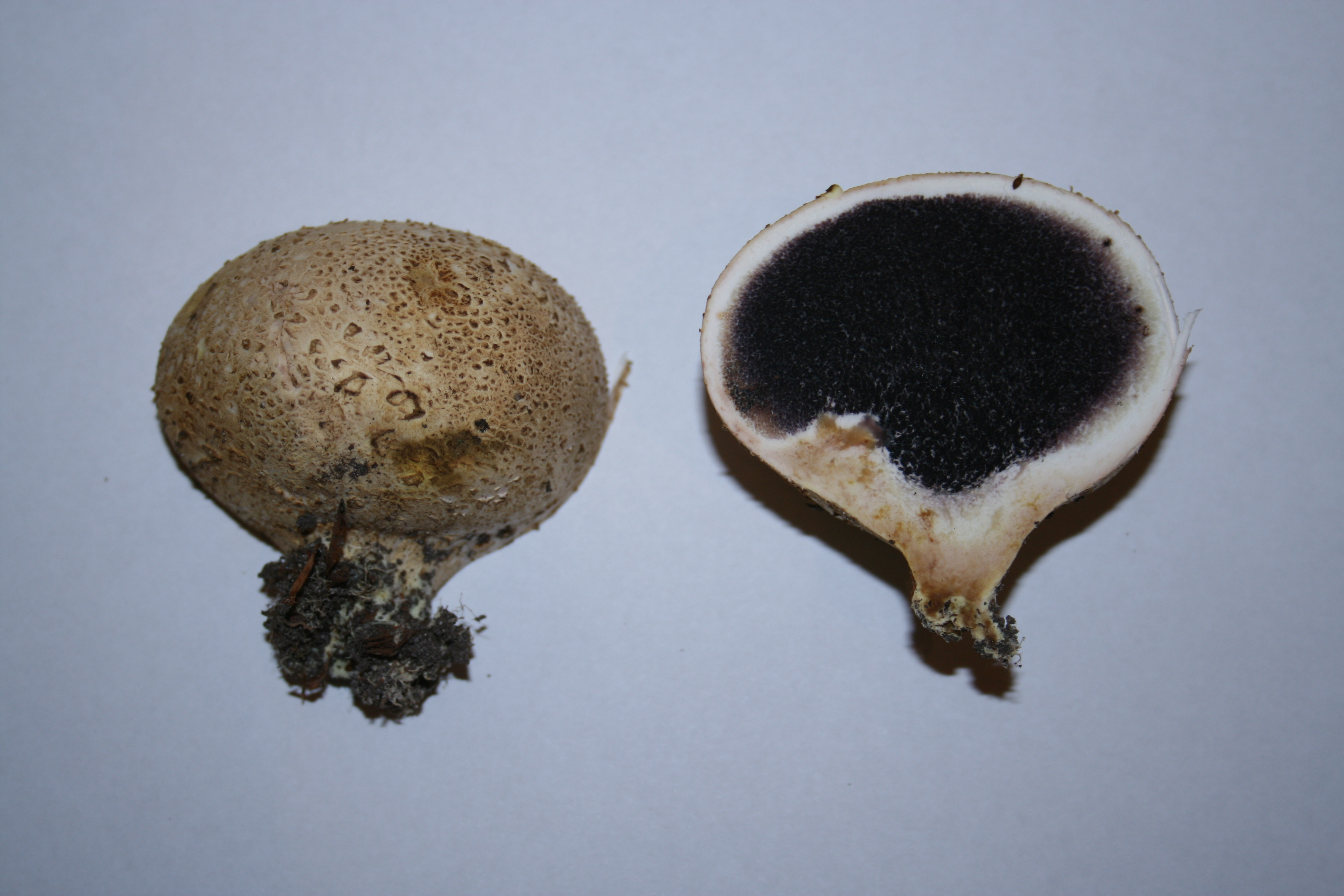
Gleba d'un scléroderme
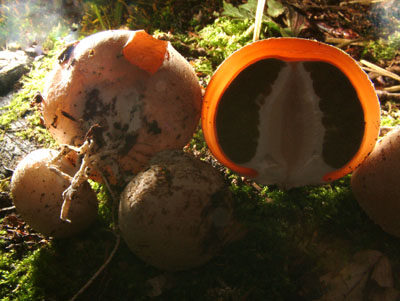
1 Œufs de Phallus impudicus, à gauche, encore entouré de son péridium, à droite en coupe, sans le peridium, on retrouve, en périphérie, une masse gélatineuse translucide, puis en foncé, la future gleba et, au centre, le futur stipe.
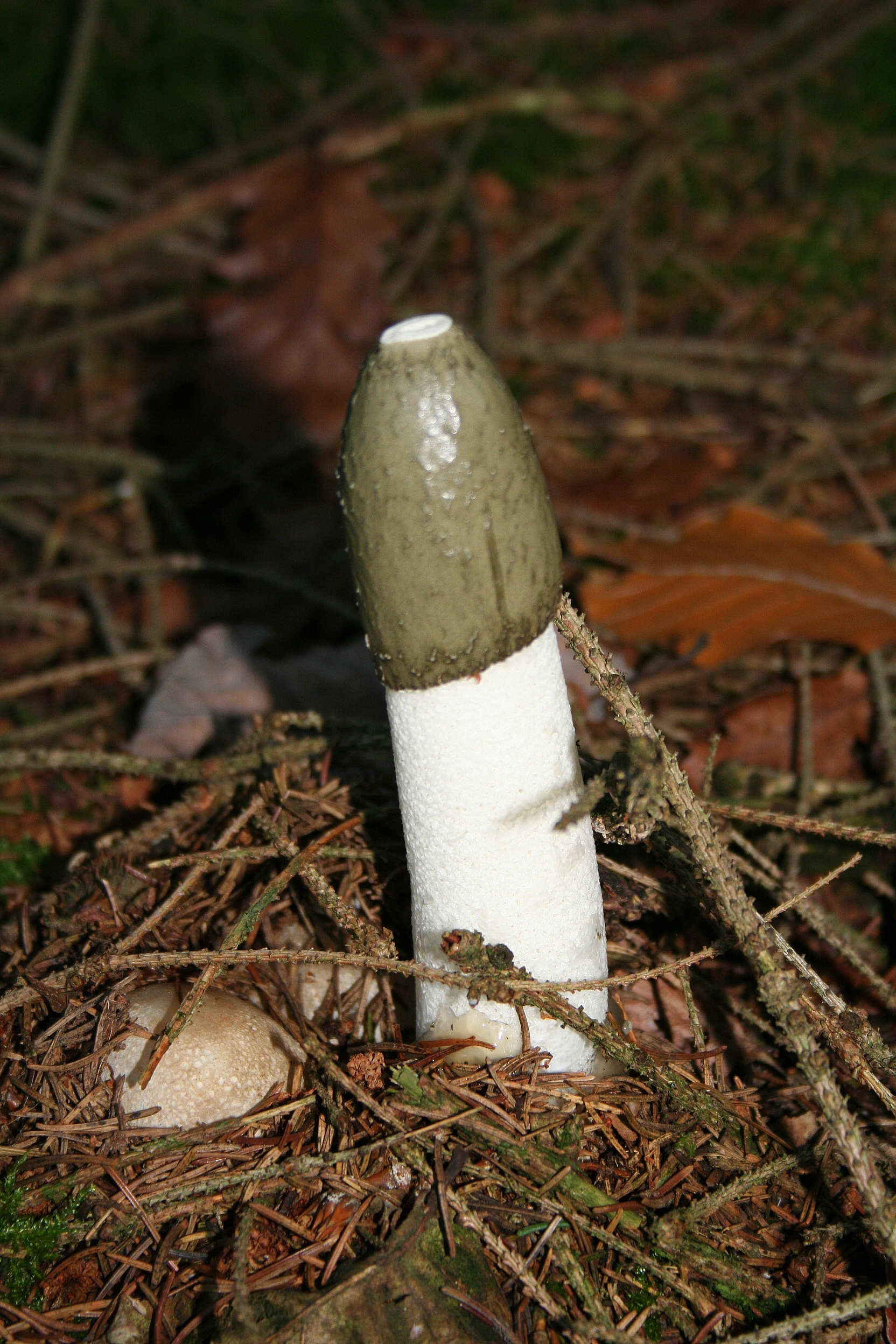
2 Phallus impudicus mature. Le peridium a éclaté et se retrouve au pied, le stipe s'est allongé et la gleba se retrouve en vert-olive sur le chapeau du champignon.
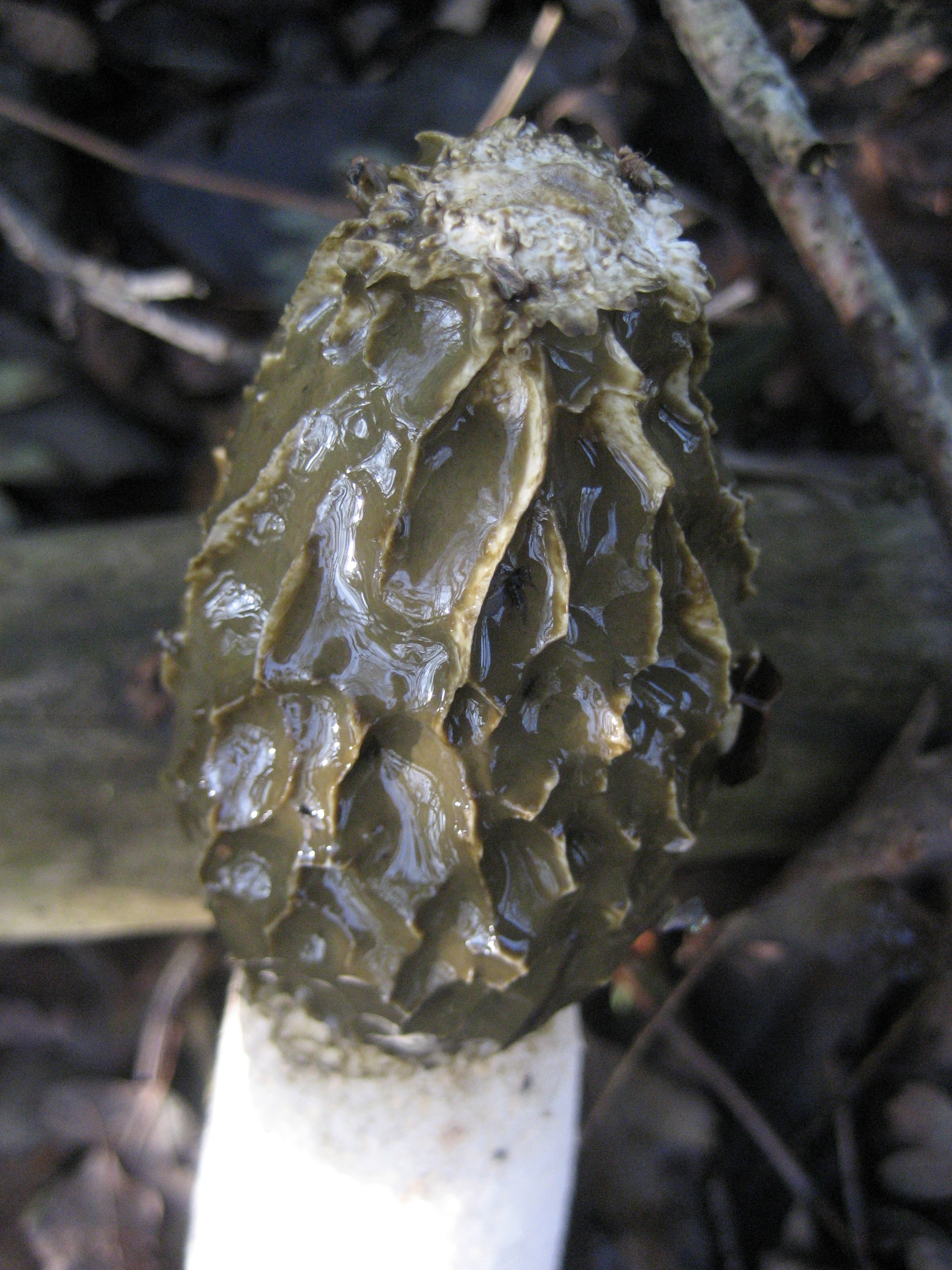
3 Phallus impudicus ayant perdu presque toute sa gleba.
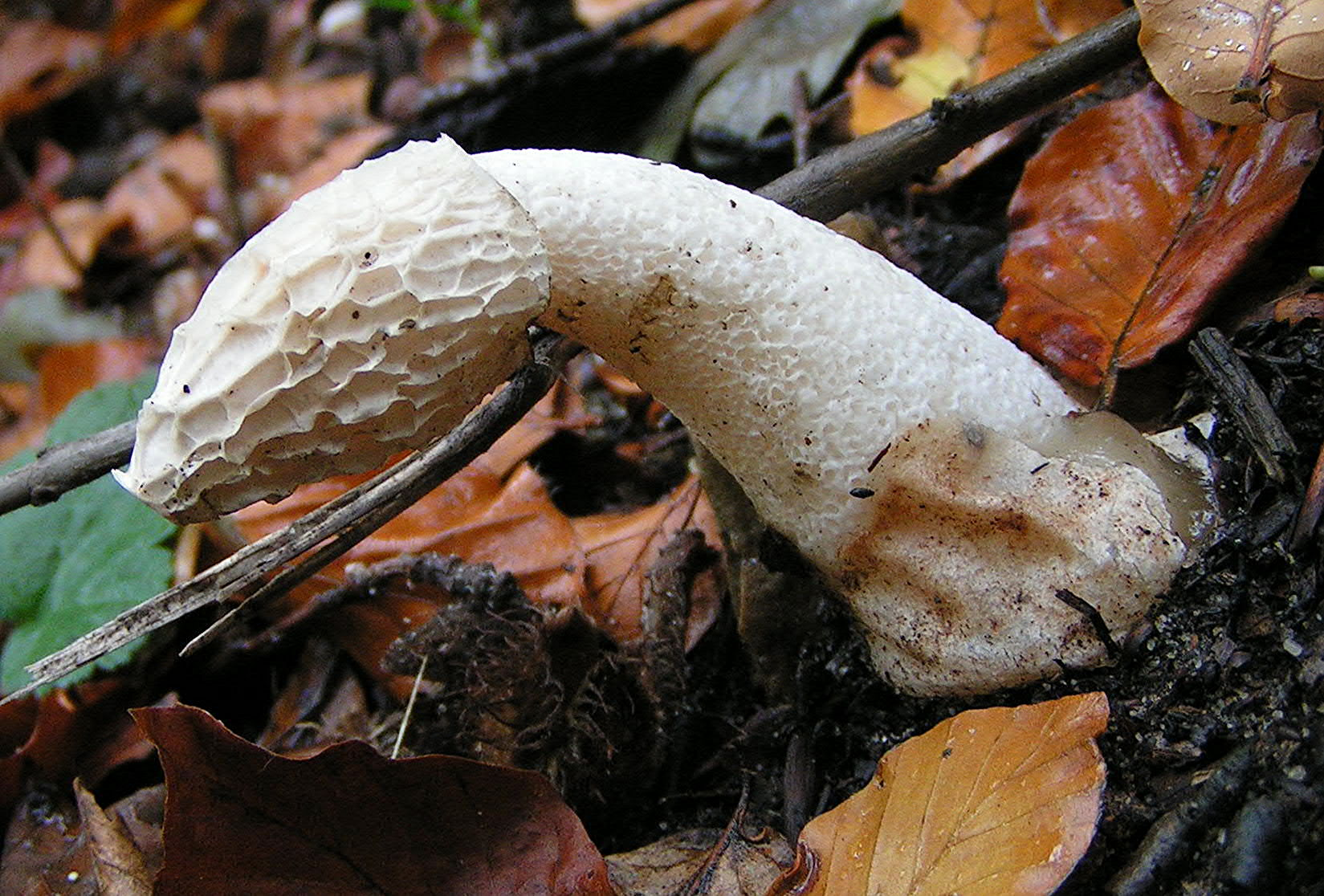
4 Phallus impudicus en fin de vie. On aperçoit le péridium éclaté au pied, le stipe s'affaisse, la gleba a été emportée par les insectes et l'on aperçoit les cloisons interalvéolaires et les alvéoles vides.